# Паутинник голубоствольный
Паути́нник голубоство́льный, па́чкающий или прямо́й (лат. Cortinarius collinitus) — гриб рода Паутинник (лат. Cortinarius).
Синонимы:
- Agaricus collinitus Pers.basionym
- Cortinarius muscigenus Peck, 1888

## Описание

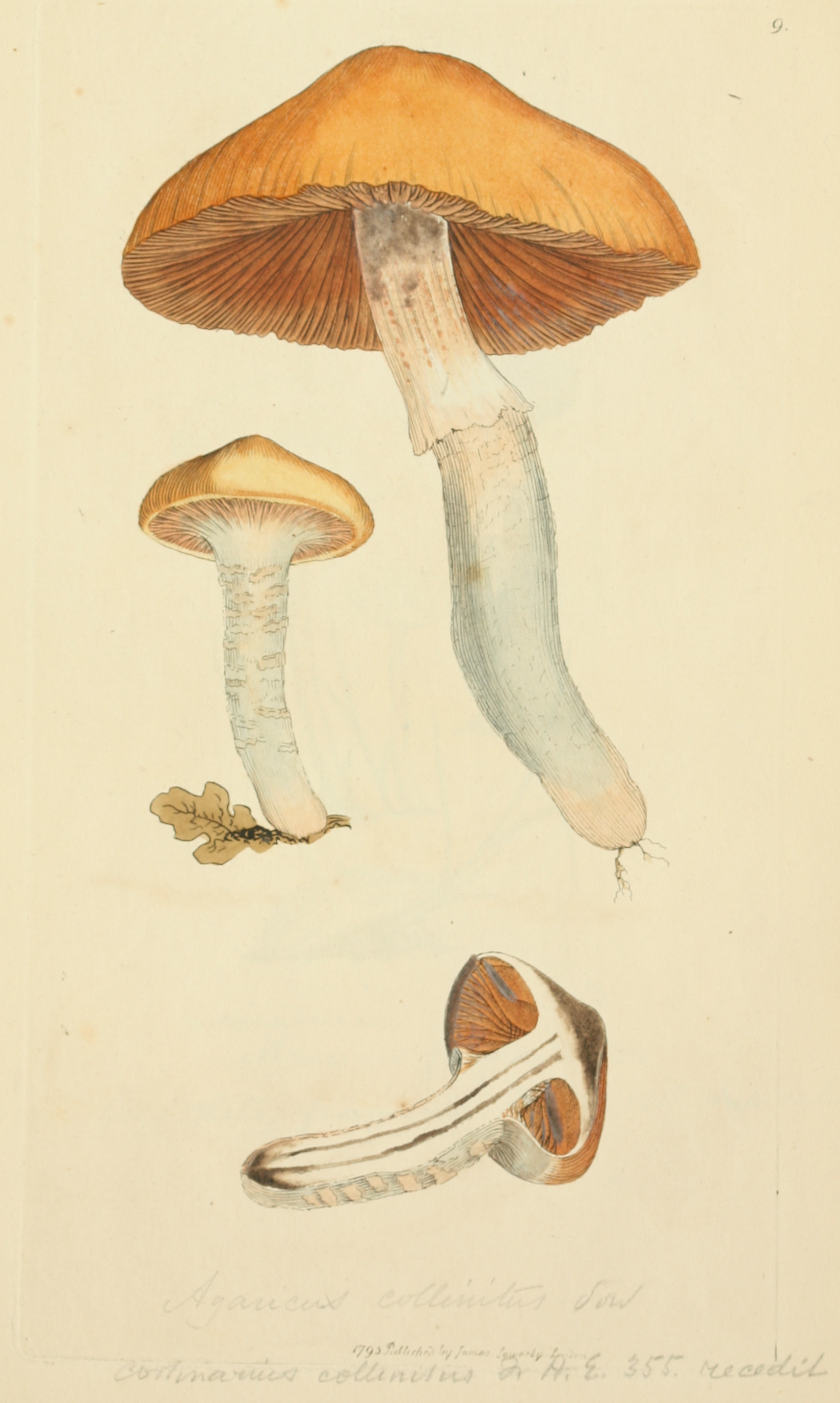
Иллюстрация Джеймса Сауэрби

- Шляпка 4—10 см в диаметре, у молодых грибов выпуклая, затем почти плоская, гладкая, слизистая, блестящая, охристо-бурого, тёмно-коричневого или жёлто-оранжевого цвета, иногда с оливковым оттенком. Кортина слизистая, белого или голубоватого цвета.
- Пластинки приросшие зубцом, у молодых грибов голубовато-фиолетовые или голубовато-охристые, со временем становятся ржаво-коричневыми.
- Ножка 5—12×0,7—2 см, цилиндрической формы, слизистая, фиолетового или белого цвета, с возрастом буреющая в нижней части, с плёнчатыми поясками буроватого цвета.
- Мякоть шляпки беловатая или немного желтоватая, в нижней части ножки буроватая, в верхней — лиловатая. Запах и вкус отсутствуют.
- Споровый порошок ржаво-коричневый. Споры 11,5—18×7—9 мкм, миндалевидно-лимоновидной формы.

Вид относится к группе трудноотличимых паутинников подрода Myxacium. Паутинники относятся к малоизученным грибам, некоторые из них могут вызывать отравления с летальным исходом.

## Экология и ареал
Встречается в хвойных и лиственных лесах.
В Европе произрастает в Австрии, Бельгии, Германии, Великобритании, Дании, Румынии, Польше, Эстонии, Литве, Финляндии, Франции, Швейцарии, Чехии, Словакии, Швеции, Белоруссии, Молдавии и на Украине. Также встречается в Грузии, Армении, Японии, США и Марокко. На территории России встречается в Татарстане, Карелии, Ленинградской, Мурманской, Московской, Иркутской и Томской областях, Красноярском, Приморском и Краснодарском краях.